# San Michele
För andra betydelser, se San Michele (olika betydelser).

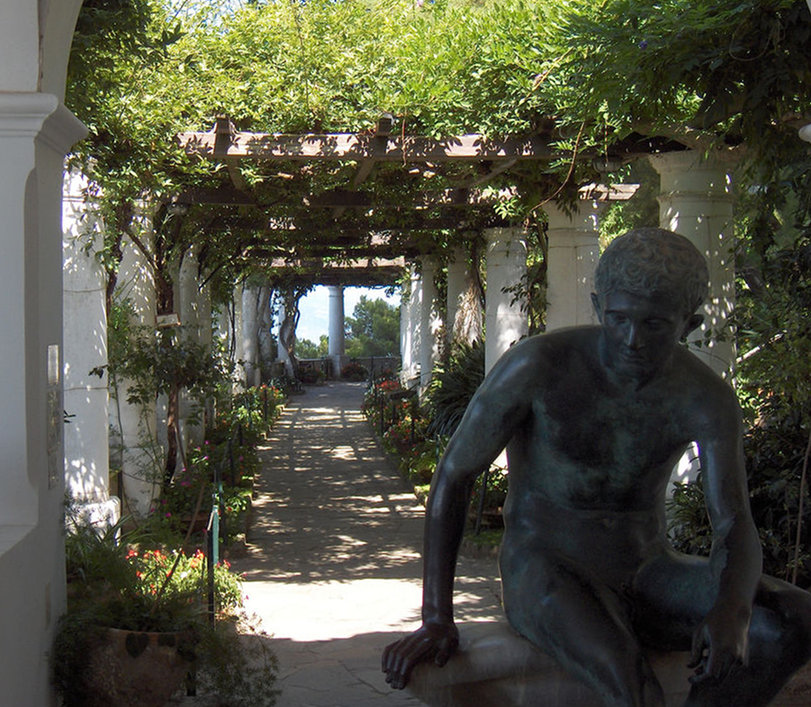
Pergolan mellan villan och kapellet.

San Michele är en villa på den italienska ön Capri, som uppfördes av Axel Munthe på 1890-talet och testamenterades till svenska staten, och ägs av en stiftelse med anknytning till Svenska institutet i Rom. I San Michele finns ett museum och ett gästhem för svenskar som vill studera i Italien.

## Uppförandet
Axel Munthe hade flyttat till ön Capri i februari 1888. Där var han sysselsatt med sin läkarpraktik, främst för lokalbefolkningen, med också med de turister som kom dit. I augusti 1889 hyrde han Villa Damecuta i byn Anacapri men flyttade sin läkarpraktik till Rom där han snabbt blev etablerad och fick medlemmar av den europeiska aristokratin och utlänningar bosatta i Rom som patienter. Flytten till Rom visade sig bli ett lyckokast och han lyckades snabbt tjäna mycket pengar på sin praktik.
Hösten 1894 blev han erbjuden att köpa Villa Damecuta på öns nordvästra sida men blev snart erbjuden att köpa ett annat hus. Snickarmästaren Vincenzo Alberino sålde i juni 1895 sitt eget hus utanför Anacapri, 325 meter över havet och med utsikt över Neapel-golfen. Samma dag köpte han också ett förfallet kapell i närheten samt lite mark. Området kallades "Capodimonte", "Bergets krön". Enligt Munthes egna uppgifter i sin bok Boken om San Michele hittade han under snickarmästarens hus rester av ett kejserligt palats som en gång tillhört den romerske kejsaren Tiberius. Tiberius hade mellan år 26 och år 37 styrt det romerska imperiet från Capri, där han påstås ha haft tolv villor. Det gamla kapellet var uppkallat efter ärkeängeln Mikael och var när Munthe köpte det en ruin med övervuxna väggar och infallna takvalv. Detta kapell bestämde sig Munthe för att göra till sitt hem. Munthes egen bok är dock inte helt tillförlitlig.
Enligt ett av Munthes brev var kapellet tidigare ett tempel byggt till gudinnan Isis, blev senare ett kapell som förstördes av saracenen Khair ed-Din på 1500-talet. Vid den engelska ockupationen av Capri byggdes där en fästning 1804 men denna stormades av fransmännen 1806 och byggdes om till krutmagasin. I slutet av maj 1897 flyttade Munthe in i huset.
Villa San Michele består av en huvudbyggnad, det gamla kapellet samt lämningarna av ett sovrum med väggmålningar och mosaikgolv som kan ha använts av kejsarna Tiberius eller Augustus. Villan och kapellet sammanbinds av en svängd pergola och en allé av cypresser. I sin egen bok uppger Munthe att han varit sin egen arkitekt men i den italienska utgåvan av boken tackar han den italienske konstnären Aristide Sartorio som har hjälpt honom med olika tekniska problem under uppförandet. Sartorio var en konstnär med många talanger som hade sysslat med målning, grafik, arkitektur och stått bakom en monumentalfris på parlamentsbyggnaden i Rom. Under åren som San Michele uppfördes var han konstprofessor i Wien. Huvudbyggnaden kom snart att kompletteras med en övervåning.
Axel Munthe fyllde villan och trädgården med olika antika föremål: skulpturer från Egypten, antika gravmonument, marmorkolonner och renässansmöbler. I sin bok ger han olika fantasifulla berättelser om hur han fick tag i dessa men han har på annat vis bekräftat att de flesta av de antika föremålen har köpts av antikhandlare i Rom och Neapel. En del av skulpturerna är heller inte antika utan moderna kopior. Under själva byggnadsarbetet hittades också en del: marmorfragment och grekiska mynt bland annat.
År 1899 köpte Axel Munthe marken nedanför snickarmästarens hus och den gamla borgruinen Barbarossa på berget ovanför. År 1901 köpte han La foresteria, främlingshärbärget på vägen mot Anacapri. Munthe var en djurvän som upprördes över hur lokalbefolkningen täckte det intilliggande Barbarossaberget med nät för att fånga in flyttfåglarna. Bergets ägare visste att Munthe ville köpa och trissade därför efterhand upp priset. Först i maj 1904 gick köpet igenom. 

## Användning

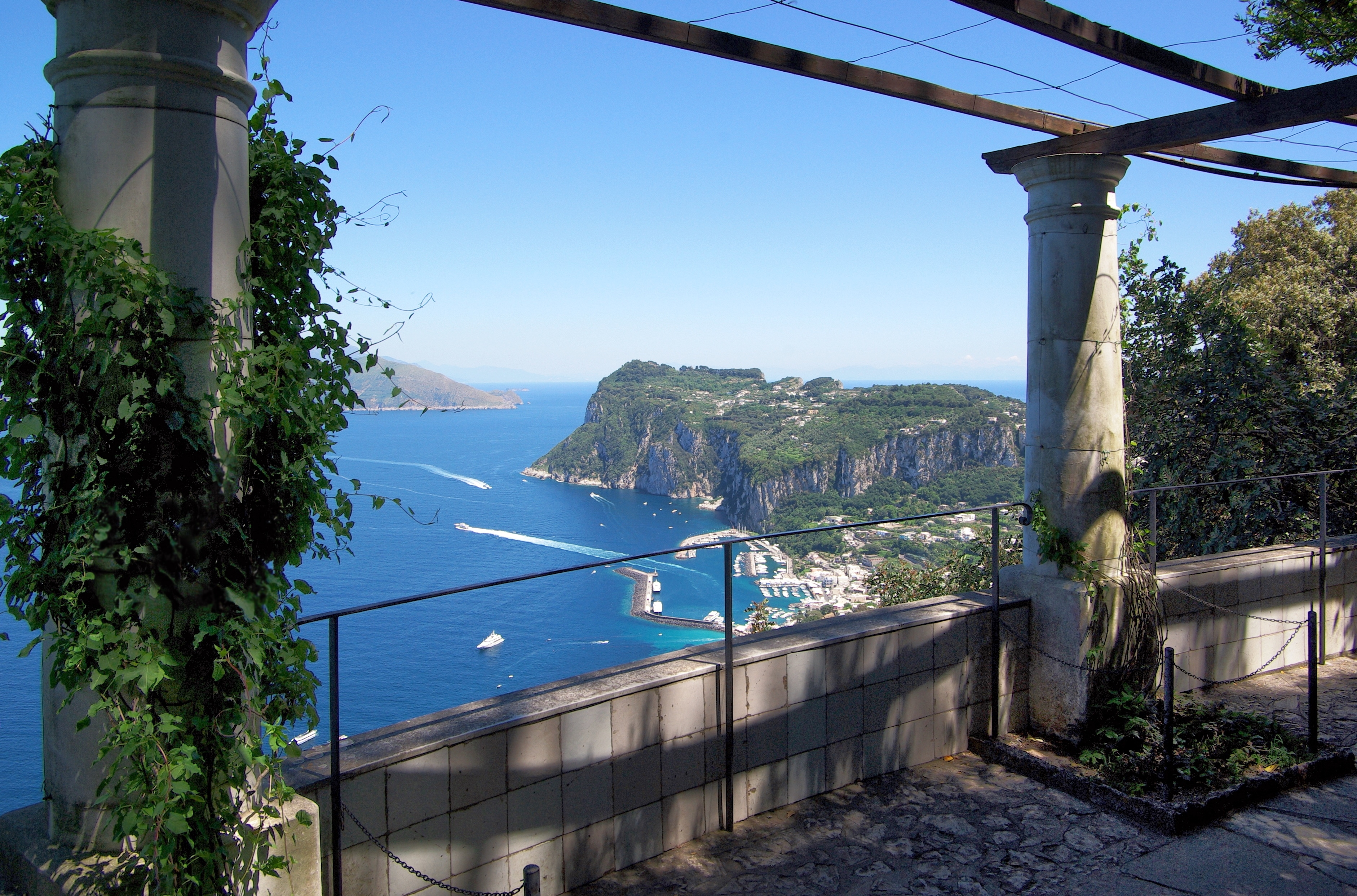
Utsikt över hamnen i Capri från San Michele.

De närmsta åren efter att San Michele stod klart besöktes det av tidens celebriteter: våren och sommaren 1896 stannade målaren P.S. Krøyer med makan Marie Krøyer på besök, hösten 1897 besöktes San Michele av författaren Oscar Wilde och hans älskare Alfred Douglas, i juni 1899 kom författaren Henry James som senare skrev om sitt besök på Capri. Andra besökare var den österrikiska kronprinsessan Stephanie av Belgien tillsammans med den svenska kronprinsessan Victoria av Baden i mars 1899 samt änkekejsarinnan Eugénie av Frankrike sommaren 1899.
Den svenska kronprinsessan blev så förtjust i Capri att hon så småningom köpte en egen villa på ön, Casa Caprile. 1903 började hon också uppföra en villa på Öland, Solliden. Att kronprinsessan använde San Michele som förebild vid byggandet av Solliden märks exempelvis på arkitektoniska detaljer och precis som på San Michele finns det reliefplattor i fasaden och många statyer i parken. Flera av dessa skulpturer är kopior av statyerna i San Michele. Axel Munthe hjälpte också till med att köpa antikviteter i Italien till Solliden.
I maj 1902 hade Munthe köpt ett medeltida torn för 25 000 lire på 15 minuters gångväg väster om San Michele, Torre di Materita. Följande år köpte han ytterligare ett torn, Torre della Guardia längre västerut. Till följd av sina problem med ögonen som inte tålde den starka förmiddagssolen vid San Michele flyttade Munthe över till det första tornet och lät vänner på besök bo i själva villan.
Sommaren 1917 upplät Munthe San Michele till brittiska Röda korset. Under 1920-talet bodde den excentriska markisinnan Luisa Casati, älskarinna åt författaren Gabriele D'Annunzio, i San Michele. Eftersom Munthe var bosatt i sitt torn kunde hon vid ankomsten ta villan i besittning och det utbröt en juridisk strid huruvida markisinnan hade rätt att vara där. Möjligtvis hade hon någon slags skriftlig inbjudan eller hyreskontrakt som gjorde att hon juridiskt hade rätt att vara där. Markisinnan var en performanceartist som bosatte sig i villan med en svart betjänt och två jaktleoparder. Markisinnan flyttade undan Munthes antikviteter och hängde upp svarta sammetsdraperier. På marmorgolven lades svarta djurhudar och svarta mattor. Markisinnan bodde där i flera år, bråket mellan henne och Munthe verkar ha lösts genom att hon fick hyra villan för 70 000 lire om året. 
År 1934 öppnades San Michele för allmänheten, inträdet på 5 lire gick till Capris fattiga. Axel Munthe var vid det här laget intresserad av att sälja villan. En av dem som besökt Munthe på Capri var chefen för tyska Luftwaffe, Hermann Göring. I augusti 1937 skrev Munthe till Göring och erbjöd honom att få köpa San Michele: Jag överlämnar hellre mitt kära gamla hem till Er än till en av dessa amerikanska miljonärer som inte ha någon annan kvalifikation för att äga detta unika ställe än sina pengar. Göring svarade med intresse, men förklarade att det kunde bli svårt för honom att anskaffa utländsk valuta för att betala.
Under andra världskriget bodde Axel Munthe kvar i San Michele. Försörjningsläget på Capri var svårt, men den förmögne Munthe beställde matvaror från NK i Stockholm. Ön bombarderades av allierat flyg och alla fönster i kapellet krossades. Munthe var den siste kvarvarande utlänningen på ön förutom tyska militärer. I juni 1943 lämnade han Capri och återvände aldrig. Han avled i Stockholm 1949.
I november 1946 offentliggjorde Axel Munthe att San Michele efter hans död skulle övegå i svenska statens ägo för att användas av Svenska institutet i Rom. Enligt testamentet skall San Michele användas av svenska studenter, konstnärer, forskare, journalister eller andra som delar Munthes "känslor för Italien och den klassiska kulturen samt den humanistiska forskningen överhuvud".

## Galleri

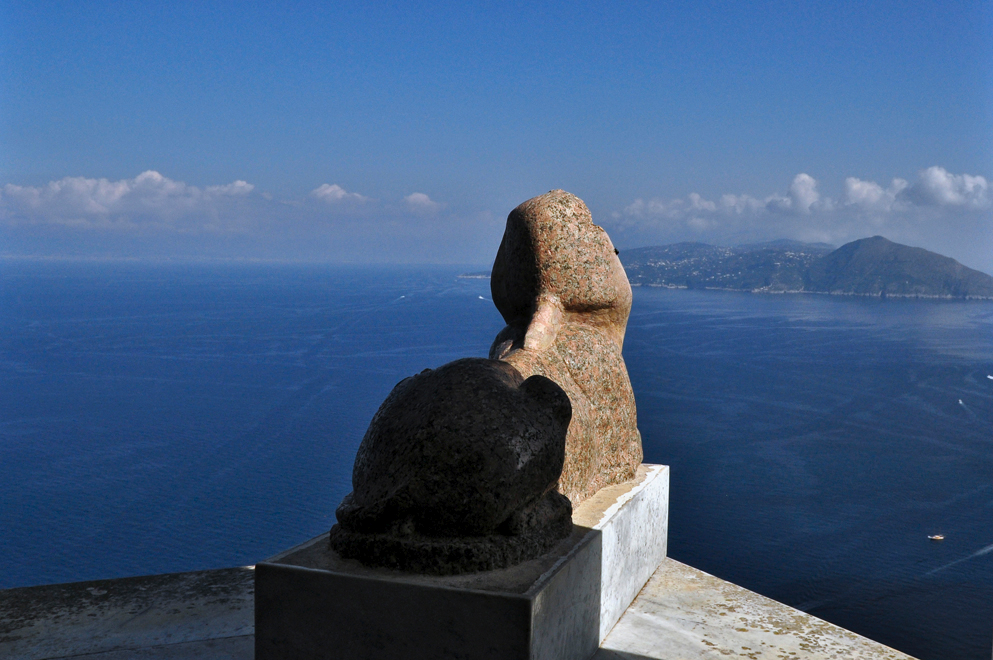
Sfinx
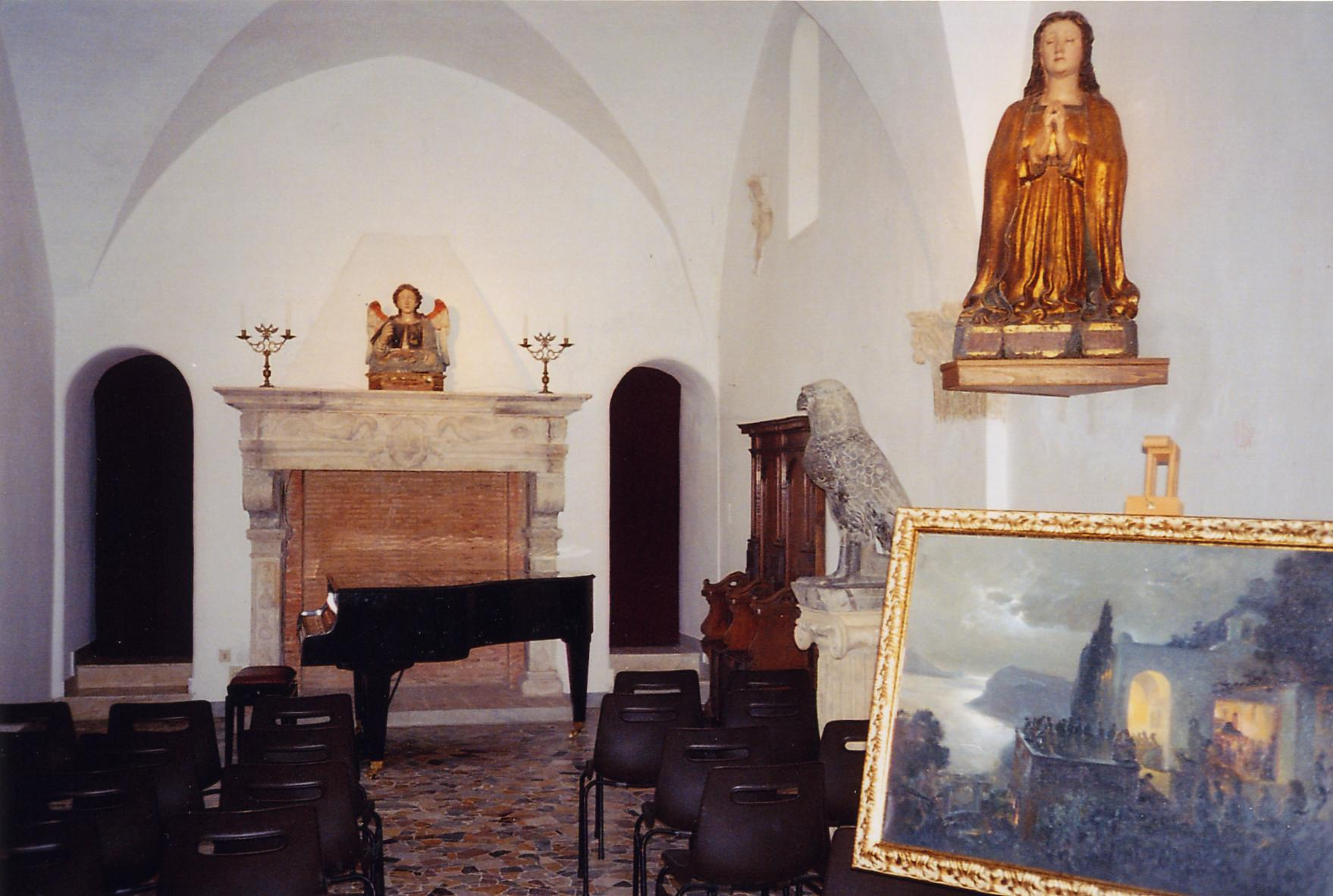
Kapellet
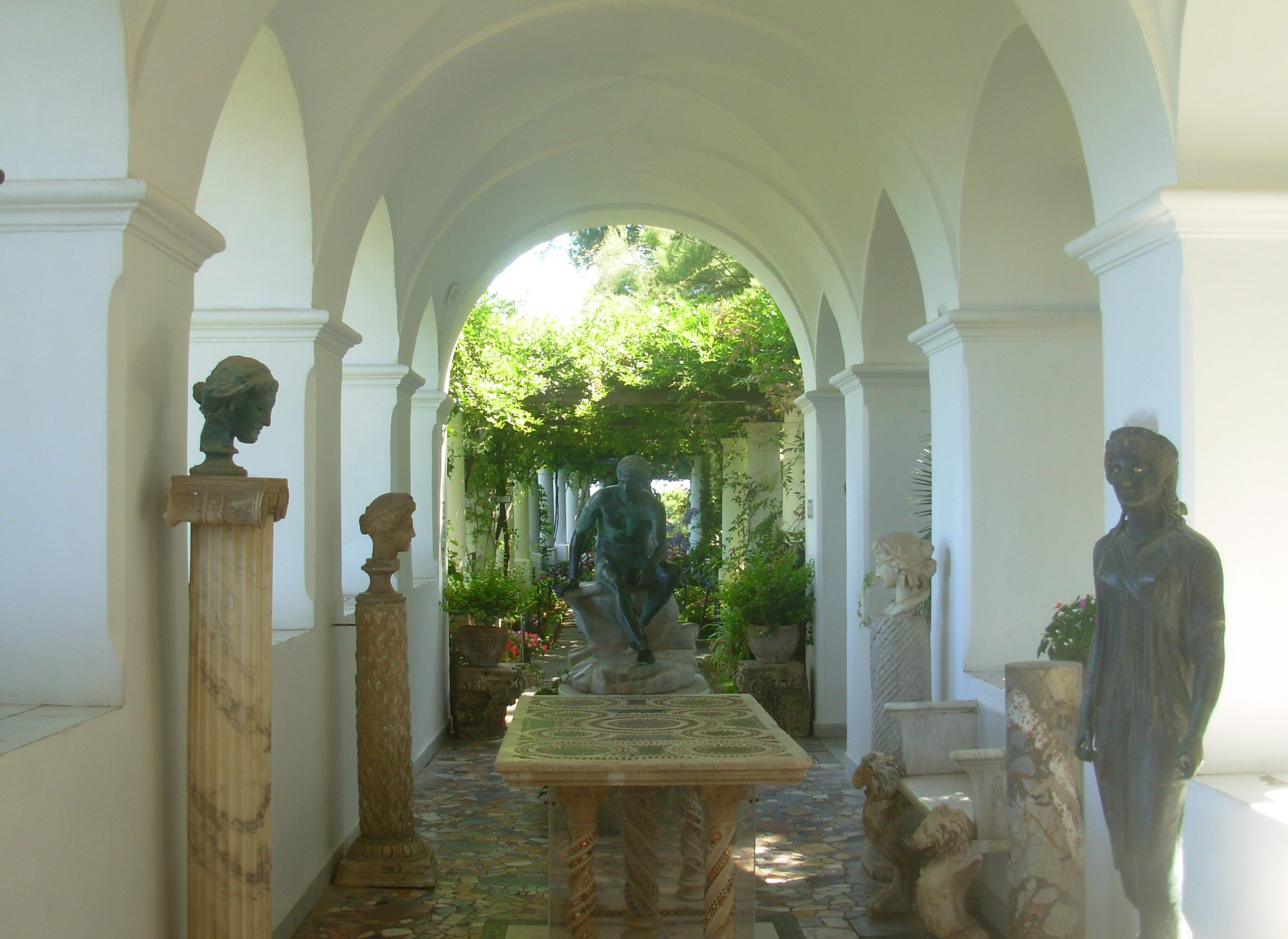
Loggia med statyer
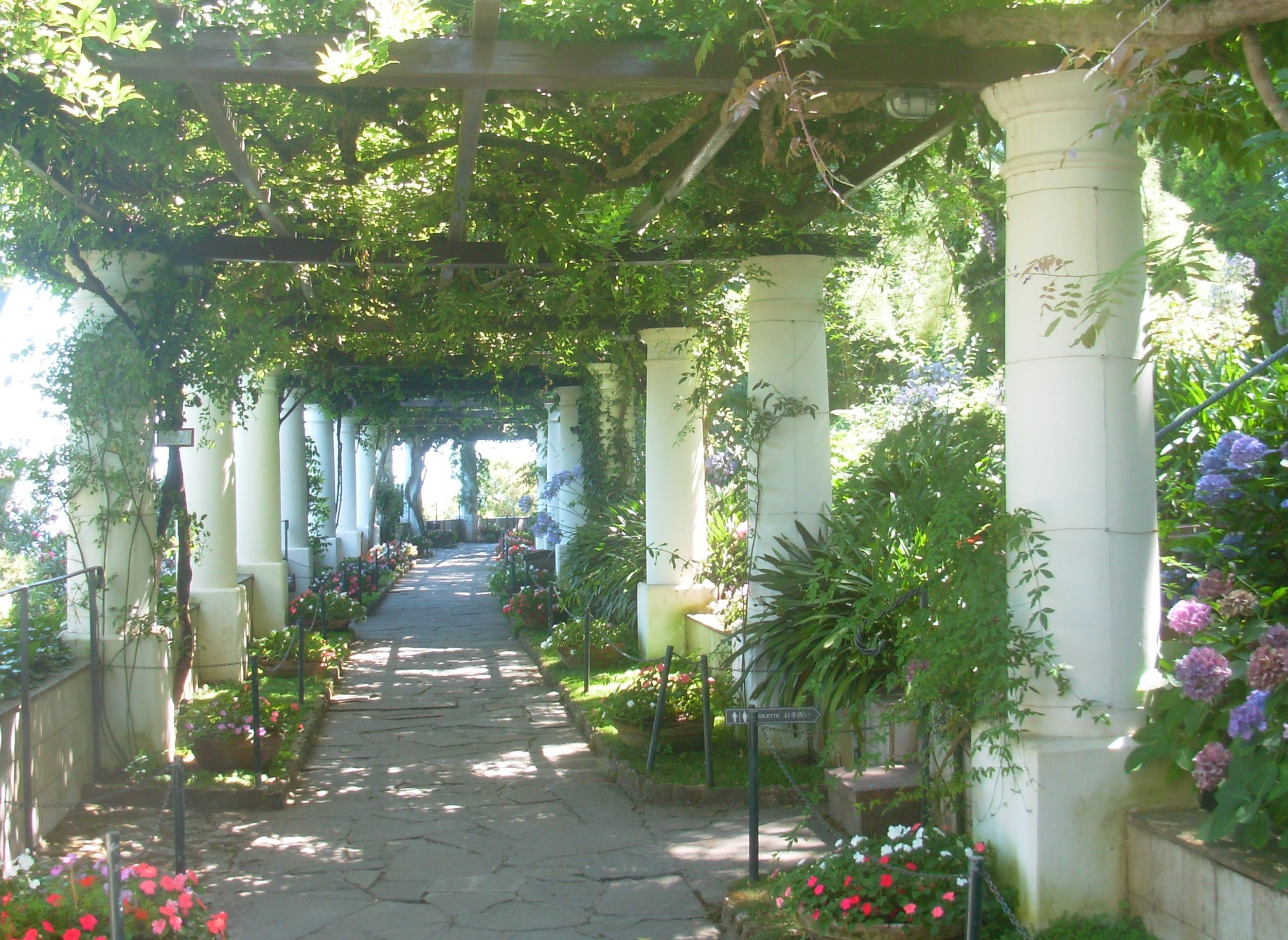
Pergolan
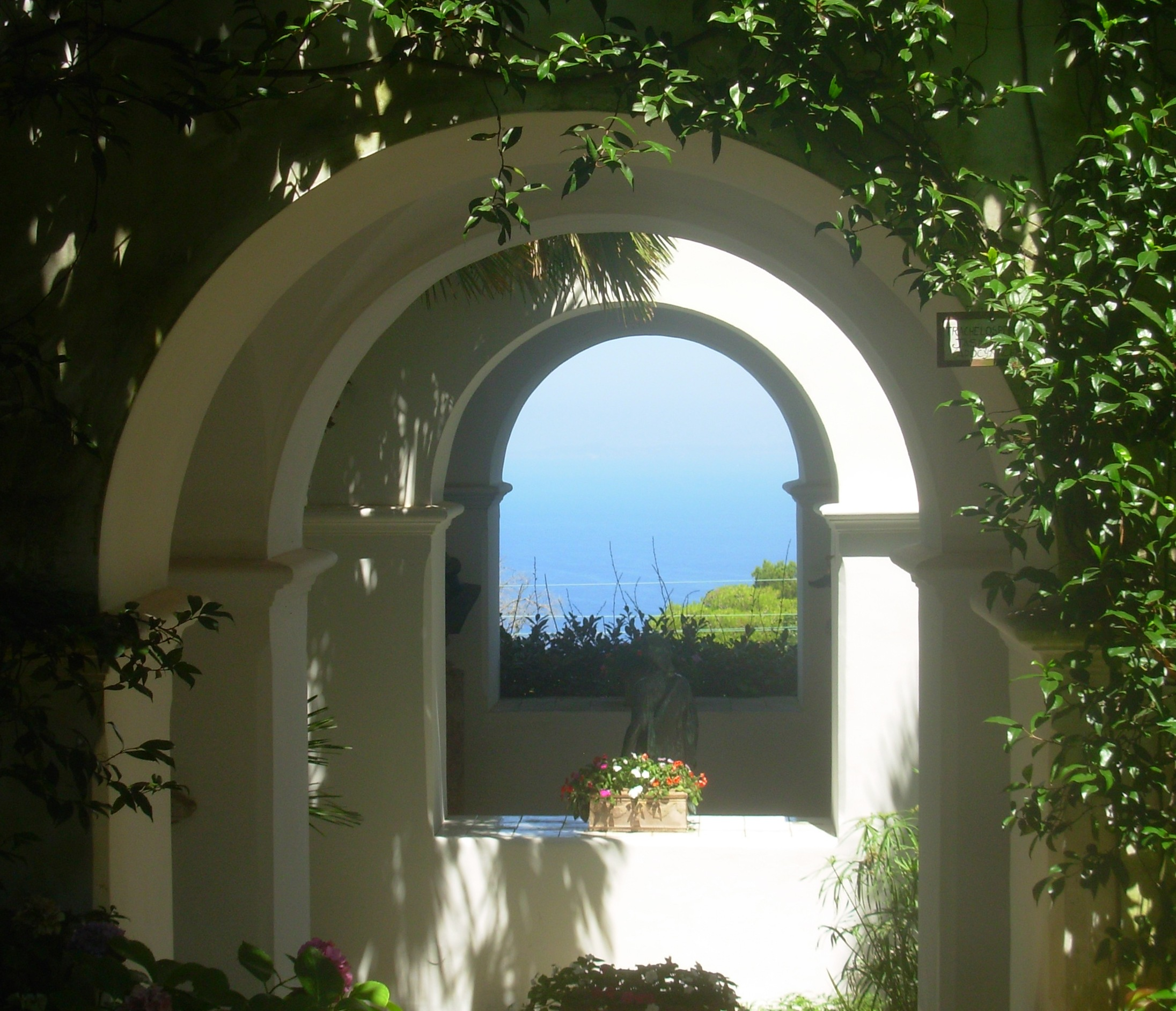
Havsutsikt från villa San Michele